# Little White Lies
Little White Lies es el quinto álbum de estudio de la banda de rock estadounidense Fastball, publicado el 14 de abril de 2009.

## Lista de canciones
1. All I Was Looking For Was You - 3:41
2. Always Never - 3:08
3. The Malcontent (The Modern World) - 3:10
4. Little White Lies - 3:23
5. Mono to Stereo - 3:34
6. How Did I Get Here? - 2:59
7. We'll Always Have Paris - 3:38
8. Angelie - 3:55
9. She's Got the Rain - 3:27
10. Rampart Street - 2:09
11. White Noise - 2:44
12. Soul Radio - 4:06

### Créditos
- Tony Scalzo - voz, bajo, teclados, guitarra
- Miles Zuniga - voz, guitarra
- Joey Shuffield - batería